# Myrbein
Myrbein var en progressiv rockgrupp från Östersund som var aktiv 1977-1981.
Myrbein startade som en trio 1977 i Östersund i Jämtland av Anders Lönnkvist på trummor, Johan von Sydow på bas och Bo Lindberg, gitarr och keyboard. Efter en hårdrockperiod började bandet spela covers av King Crimson, 801, etc (”Larks' tounges in Aspic part II”, ”East of Asteroid”, ”Diamond Head” ...). Henry Cow och de svenska grupperna Wasa Express och Samla Mammas Manna var andra band som inspirerade Myrbein. Det följande året började gruppen komponera egna låtar ("Pucko vinner", "I helvitt förstår du" ...) i en humoristisk och avantgardistisk stil. Samma år gjorde den lokala radiostationen Radio Jämtland ett halvtimmesprogram om Myrbein.
1979 anslöt sig Mats Krouthén på keyboard, röst och klarinett till gruppen. I november spelades en konsert in i Sporthallen i Östersund som sedan sändes i Tonkraft i Sveriges Radio P3. Bandet hade nu utvecklat sin experimentella stil på den lokala scenen med ett självironiskt och humoristiskt framförande.
1980 spelade Myrbein tre gånger i Stockholm, nämligen på Musikverket, Brygghuset och Kulturhuset. De hade även en konsert i Sundsvall tillsammans med ett systerband, punkbandet Shit Kids, och de båda deltog i en sommarfestival i Tranås. Under året komponerade Myrbein många nya låtar, ofta som ett resultat av en kollektiv process. Det resulterade i en självproducerad LP, Myrornas krig (1000 ex) som släpptes i februari 1981 och som följdes av en kort turné i Sverige (Stockholm, Borås, Eskilstuna & Östersund). Efter turnén fortsatte de att repetera i några månader, men under sommaren så somnade bandet in.
Myrbein är jämtska för "myrben" ('våtmark'). Gruppen hade en återförening vid jul 1985 där de spelade på en lokal ANC-aid konsert i Östersund. 1993 återutgavs LP:n Myrornas krig på CD, och i samband med det så spelade bandet in en cover på King Crimsons “Larks' tounges in Aspic part II” som ett bonusspår.

## Medlemmar
- Bo Lindberg - Gitarr, trumpet, orgel, gitarrsynt, gurka, röst
- Mats Krouthén - Piano, orgel, klarinett, blockflöjt, koskälla, röst (1979 -)
- Anders Lönnkvist - Trummor, gurka, xylofon, leksakstrumpet, röst
- Johan von Sydow - Bas, trombon, lock, dammsugare, röst

## Diskografi

### Album
- 1981 Myrornas krig (LP Ljudskyddsföreningen Myrbein LFM 001)
- 1993 Myrornas krig (CD återutgivning Ad Perpetuam Memoriam APM 9302)